# Vierge de la Libération de Varces
Pour les articles homonymes, voir Vierge de la Libération.
La Vierge de la Libération de Varces est une statue construite en 1946, dans la commune de Varces-Allières-et-Risset (Isère, France), en remerciement à sainte Marie pour la libération de la France. Elle est connue pour être un sanctuaire marial de France. 

## Situation
La Vierge de la Libération a été érigée après la Seconde Guerre mondiale sur la commune de Varces-Allières-et-Risset par les paroissiens du village. Érigée sur une petite colline de la pointe nord de la montagne d'Uriol, appelée la « colline de Perpéro », la statue surplombe tout le village de Varces, son cimetière ainsi que son église, Saint-Pierre de Varces.

## Historique
La statue a été érigée le 15 septembre 1946 par les paroissiens de Varces et sous l'autorité de l'évêque de Grenoble. Lors de son inauguration, elle est bénie par l'évêque coadjuteur, Mgr Vittoz. La statue a été baptisée « Vierge de la Libération », en remerciement à la Vierge Marie d'avoir libéré la France de l'occupation allemande. Elle est aussi la protectrice de la ville.  
Aujourd'hui, plusieurs visites guidées sont organisées, notamment lors des Journées du Patrimoine, ou par la paroisse Saint-Loup, qui y organise aussi parfois des veillées de prières ou des processions.

## Description
Œuvre du sculpteur français Michel Chauvet, elle fait une hauteur totale de sept mètres, et est érigée sur un socle de deux mètres. 

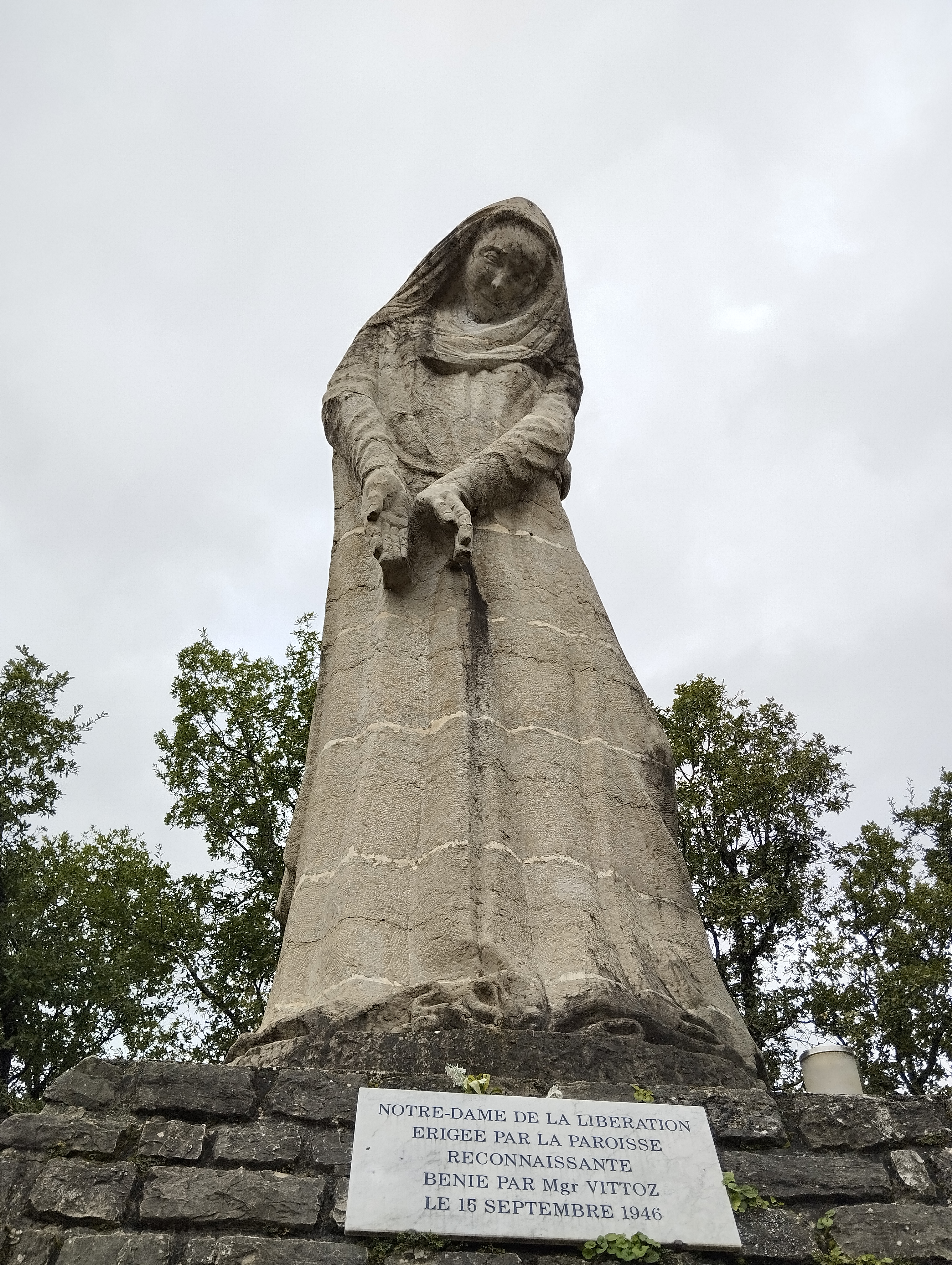
La statue vue de face, avec son écriteau commémoratif.
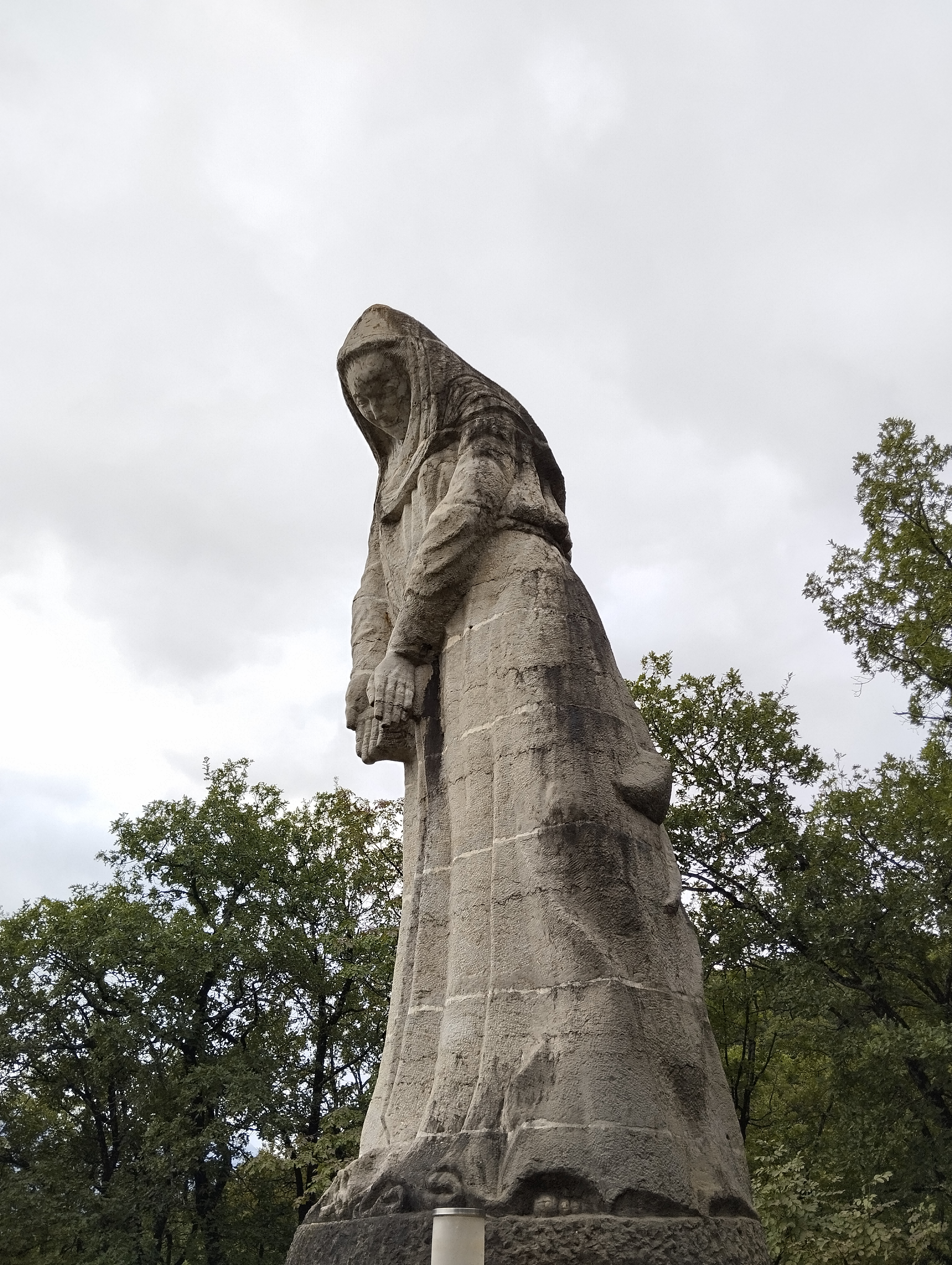
Le profil nord de la statue.